# Johann Franz von Boltenstern
Johann Franz von Boltenstern (* 22. Februar 1700 in Greifswald; † 28. März 1763 ebenda) war ein deutscher Jurist und Richter am Hofgericht in Greifswald und am Obertribunal Wismar.

## Leben
Er war der Sohn des Franz Michael von Boltenstern († 1716), Direktor des königlich schwedischen Hofgerichts in Greifswald, und dessen Gemahlin Catharina von Ehrenfels. Von 1718 bis 1721 studierte er Rechtswissenschaften an der Universität Greifswald. 
1721 begann er seine Laufbahn als Registrator am Hofgericht in Greifswald. Hier stieg er allmählich auf, wurde 1723 außerordentlicher Referendar, 1737 ordentlicher Referendar und außerordentlicher Assessor. Gegen Ende seines Lebens erhielt er eine Stelle als Assessor am Obertribunal Wismar, starb aber bald nach seiner Vereidigung. 
Johann Franz von Boltenstern trat als Rechtshistoriker hervor. Er unterstützte Augustin von Balthasar bei dessen Apparatus diplomatici-historicus, der 1730 und 1731 erschien. 1742 gründete er zusammen mit Augustin von Balthasar  in Greifswald die Gesellschaft Collectorum historiae et juris patrii. Er bearbeitete Teile der Polizeiordnung und trug Material zur Geschichte der Städte Schwedisch-Pommerns zusammen.
Johann Franz von Boltenstern war verheiratet mit Beate Eva von Netzow († 1779). Seine jüngste Tochter Eleonore Hedwig (1746–1786) heiratete den Greifswalder Professor Johann Georg Peter Möller.